# Diasparactus

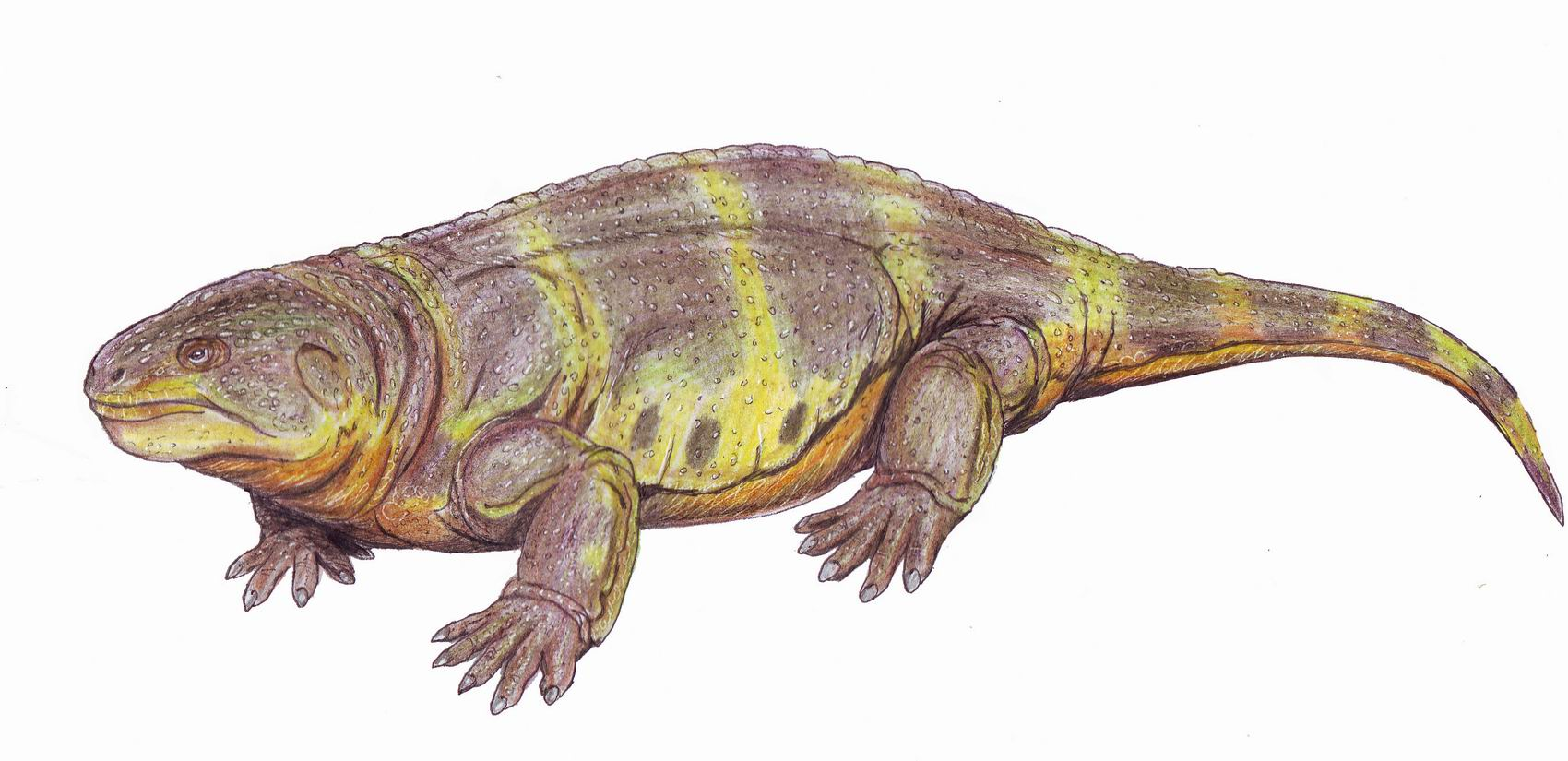
Реставрація

Diasparactus — це вимерлий рід діадектидних рептиліоморфів, група, досить тісно пов'язана з амніотами, і схожа за деякими їхніми ознаками. Як і всі розвинені діадектиди, діаспарактус був травоїдною твариною, хоча й не такий великий, як його більш відомий родич діадектес. У Diasparactus шипи спинних хребців вищі, ніж в інших родів родини.
У 1910 році E. C. Кейс описав Diasparactus zenos з кількох хребців, знайдених у Нью-Мексико. У 1911 році в тому ж районі було знайдено майже неушкоджений скелет. Хребці узгоджувалися з описаним типовим видом, і нову знахідку вважали ймовірно тим самим видом. Загальна довжина тварини після реставрації склала 1,35 метра.
Череп мав розміри 16,7 сантиметрів. Він був у поганому стані, але був схожий на Diadectes lenius і Animasatirus carinatus. Ніздрі та очні западини були в подібному положенні, і було чотирнадцять зубів із, можливо, рудиментарним п'ятнадцятим, зубний ряд, типовий для родини. Детально описано хребці, ребра та кінцівки. Зап'ястки здебільшого були наявні та все ще були на місці — найкраще збережені зразки діадектиду, знайдені тоді. Стопа була широкою і сильною з короткими фалангами. Ступні та кінцівки підтверджували точку зору, що ця тварина була болотним мешканцем і, ймовірно, повільним травоїдним.